# Lomographa nigropunctaria
Lomographa nigropunctaria är en fjärilsart som beskrevs av John Henry Leech 1897. Lomographa nigropunctaria ingår i släktet Lomographa och familjen mätare. Inga underarter finns listade i Catalogue of Life.